# Tryphon americanus
Tryphon americanus là một loài tò vò trong họ Ichneumonidae.